# 日本社会党の派閥
日本社会党の派閥（にっぽんしゃかいとうのはばつ）は、日本社会党のとるべきイデオロギー路線についての考え方の近い党員の集団。党史の大半の時期において、党内勢力はマルクス・レーニン主義に近い左派、民主社会主義に近い中間派、社会民主主義に近い右派に大別されたが、さらに細分化されたグループが派閥組織を形成していた。

## 1950年代・サンフランシスコ平和条約から55年体制
1952年サンフランシスコ平和条約（保守陣営では講和条約と表現される）の批准を巡り浅沼稲次郎ら右派は賛成し、鈴木茂三郎ら左派は反対と、対応が割れ、党は左右両派に分裂した。
1955年10月左右両党が再統一した。（党の役員ポストは、次の通り左派委員長鈴木、政審会長伊藤、国対委員長勝間田、参院会長金子、選対委員長佐々木、書記長右派浅沼、顧問河上）
1958年5月の第28回衆議院議員総選挙で10議席増の166議席を獲得し、憲法改正阻止に必要な議席である三分の一を確保した。
1959年6月の第5回参議院議員通常選挙で社会党が敗北した事を受けて、右派が鈴木の責任を追及し、その結果西尾派と河上派の一部が離党した。（1960年1月民社党結成で鈴木が辞任した。）
- 左派
平和同志会松本治一郎
社会主義研究会鈴木茂三郎
和田派和田博雄
- 中間派
農民同志会野溝勝
- 右派
統一会河上丈太郎
社会党再建同志会西尾末広→離党

## 1960年代・構造改革論
1962年書記長江田三郎が構造改革論を提唱し、河上派や中間派の勝間田派（旧和田派）がこれを支持した。しかし、社会主義協会が強く反発し、その意を受けた佐々木派などによって党大会では修正案が可決され、構造改革論は頓挫した。このころから佐々木派と江田を中心とする右派との抗争が激化した。社会主義協会は六十年代は主に佐々木派に依拠して党内活動を行っており、派閥としての存在感は薄かった。
1968年7月委員長成田知巳が誕生したが、当初は書記長江田三郎で、社会党は委員長・書記長の不和に苦しんだ。これは1969年の第32回衆議院議員総選挙で社会党が大敗する一因となった。
- 左派
社会主義協会向坂逸郎、大内兵衛
社会主義研究会佐々木更三
- 中間派
政策研究会勝間田清一
- 右派
統一会河上丈太郎→解散
現代革新研究会江田三郎

## 1970年代・成田石橋体制
1970年成田は、江田を更迭し、石橋政嗣を抜擢した。社会主義協会は、成田らが提唱した機関中心主義に全面的に協力し、1972年機関紙局長と青少年局長を握ることにより、社会主義協会の勢力は急速に拡大した。社会主義協会は独自活動を強め、党内団体化（派閥化）していった。佐々木派との矛盾もしだいに拡大した。これに対して江田は、社公民路線を樹立（75年成田に公明党と接触させ初の選挙協力に合意させる。）したが、党内に影響力を持つ協会派との攻防戦が続いた。
1977年7月の第11回参議院議員通常選挙で、社会党の獲得議席が30台を割る大敗を喫したことで、右派および佐々木派は協会派の勢力拡大を黙認した成田の責任を追及したが、協会派はこれに抵抗した。社会党の将来を悲観した江田ら「新しい流れの会」の一部が離党（1977年社会市民連合結成）したが、その直後に江田は急死した。（息子五月が代表に就任。）
1978年1月成田に代わって選出された委員長飛鳥田一雄の誕生で、翌年に派閥解消の事態が起こった。（社会党委員長選まで派閥は、旧○○派や旧○○会と名乗る）
- 左派
社会主義協会向坂逸郎
社会主義研究会佐々木更三→平林剛
- 中間派
政策研究会勝間田清一
- 右派
現代革新研究会→新しい流れの会江田三郎→解散、1978年社会民主連合結成
堀派堀昌雄

## 1980年代・左派の衰退、非武装中立、土井ブーム
1981年1月旧江田派、旧河上派、旧堀グループ、旧佐々木派一部ら右派既成派閥が結集し政権構想研究会を結成した。11月社会党委員長選で現職の飛鳥田（推薦・協会派、旧三月会、政策研、新生研）が武藤山治（政構研）、下平正一（社研）を抑えて再選し、その後の役員人事で政構研にポストを1つしか与えなかった。
1982年2月党書記長人事を巡り、反主流派の政構研が馬場昇の起用に反発し、書記長辞任に追い込んだ。後任には同じく反主流の社研の平林剛が就任し、田邊誠、山口鶴男など政権研や社研の反主流派が協会派などの主流派と拮抗する。しかし、平林の急死で政構研に所属する田邊誠を書記長代行に就任し、政構研が主導権を握った。（結党以来右派が主導権を握るのは初めて）
1983年7月の第13回参議院議員通常選挙で、社会党が改選議席を5減らし、22議席の獲得しかできなかったことで、飛鳥田が辞任した。後任には石橋政嗣が選出され、政構研を中心に右派・中間派主導の執行部体制が成立した。一方、結党以来党最大派閥として主流派だった協会派は、役員ポスト3に留まり左派の衰退が始まった。石橋は、自衛隊を巡って『非武装中立・違憲合法論』を発表した。
1985年1月社会主義協会の向坂の死で、協会派の衰退は歯止めが利かなくなった。
1986年7月の衆参同日選挙（第38回衆議院議員総選挙および第14回参議院議員通常選挙）での壊滅的な惨敗（衆87参42）を受けて、石橋が辞任した。9月に委員長選が行われ土井たか子（推薦・政構研、政策研、新生研など）が上田哲を破って、委員長に選出された。役員人事で協会派の役員ポストは0となり、20年以上に渡る協会派の社会党支配は、完全に崩壊した。
1988年10月政構研は、武藤に代わって川俣健二郎を新代表を選出した。
1989年7月の第15回参議院議員通常選挙で自民党を過半数割れに追い込むことに成功した。この時、社会党を中心とした野党による政権交代に期待が掛かり、土井ブームが起こった。
- 左派
社会主義協会向坂逸郎→川口武彦
社会主義研究会→社民フォーラム平林剛→米田東吾
旧三月会塚田庄平
新しい社会党を創る会山本政弘
- 中間派
政策研究会勝間田清一→横山利秋→石橋政嗣
新生研究所野坂浩賢→島田琢郎
平和戦略研究会上原康助
火曜会上田哲
- 右派
政権構想研究会山口鶴男→武藤山治

## 1990年代・PKO、派閥の崩壊から村山政権の誕生で社会党路線の敗北
1990年2月の第39回衆議院議員総選挙戦で社公民との選挙協力の成功や、無党派層の取り込みで136議席を獲得し、社会党が復調したが、政権の獲得はできなかった。
1991年4月の第12回統一地方選挙で社会党が惨敗したことを受けて、土井が辞任した。後継の委員長選で政構研が推薦する田邊誠が、前回同様に派閥の推薦なしで出馬した上田を1万票の僅差で破って委員長に選出された。
1992年PKO国会と言われた通常国会でPKO法案が成立し、7月の第16回参議院議員通常選挙では野党間の選挙協力は不調に終わった。田邊はこの責任を追及され12月に辞任した。
1993年1月社会党は、田邊に代わって山花貞夫を委員長に選出した。これは党内最大派閥の政構研の意向でもあった。「政治改革国会」の結果、衆議院が解散されたが、7月の第40回衆議院議員総選挙では保守系の「新党ブーム」に埋没し、結党史上最低の70議席で惨敗した。しかし、自民党を過半数割れに追い込み、細川連立内閣の誕生により、政権交代が実現された。連立内閣には山花ら閣僚6人が入閣した。9月山花が衆院選での社会党惨敗の責任を取って辞任し、政構研に所属する村山富市が翫正敏を破り新委員長に選出された。村山は、山花と違い自民寄りで自民党との連立か非自民での連立かという対立の火種となった。
1994年4月細川が辞意を表明し、辞任した。実は村山が4月8日に「細川総理は、総理を辞めたい」とマスコミに漏らした事が発端である。その後、羽田内閣が発足したが社会党入閣は0だった。連立政権内部では、新生・公明両党が社会党排除に乗り出した動きがあり、社会党抜きで進められた統一会派「改新」の結成に激怒した村山が連立政権からの離脱を決断した。6月に自民党の小里貞利が野坂浩賢を通して自社大連立を打診し社会党がキャスティングボートを握った（連立を離脱した社会党を除くと自民と非自民勢力が僅差）。党内は、非自民連立政権か自民党との連立かを巡って対立した。（村山ら親自民派（政構研・大出俊、山口鶴男、新生研・野坂浩賢、政策研・五十嵐広三）と久保ら非自民派（政構研・赤松広隆、久保亘、新生研・山花貞夫））29日首班指名選挙は、決選投票に持ち込まれ、新首相に自民・社会・さきがけ3党が推した村山が選出され、3党連立という形で村山内閣が発足した。（自民党は、前日に村山首班を巡って党内が真っ二つになり、反主流派の一部が、連立政権側が擁立した海部俊樹に投票した。）。村山内閣の発足は、派閥はおろか党の解体へと突き進む。7月の国会で村山は、日米安保条約の堅持、自衛隊を合憲と答弁し、また「日の丸」「君が代」も容認すると表明し、55年体制から一貫していた社会党の路線が180度転換した。
1995年1月山花前委員長の支持するグループ衆参の国会議員25人が集団離党騒動を起こした。7月の第17回参議院議員通常選挙にて社会党は敗北したが、連立与党では過半数を確保した。
1996年1月村山が首相を辞任し、自民党の橋本総裁首班の連立政権へ移行した。社会党は、24日党名を社会民主党と改め、初代党首に村山を選出する。9月旧右派を主導とするさきがけの鳩山由紀夫と菅直人主導による鳩菅新党構想に対して、衆議院の解散総選挙をきっかけに、集団離党（民主党結成に参加）が起こり第3党から転落する（社民党が第3党から第5党になった事によって同じ左翼の日本共産党は、統一社会党結成以来はじめて社会党（社民党）を抜く）。9月28日に村山に代わって、土井を党首に選出したが、第41回衆議院議員総選挙では社民党は15議席と惨敗し少数政党に転落した。
- 左派
社会主義協会川口武彦、佐藤保
社民フォーラム米田東吾
新しい社会党を創る会山本政弘
- 中間派
政策研究会石橋政嗣
新生研究所野坂浩賢
平和戦略研究会上原康助
- 右派
政権構想研究会武藤山治→川俣健二郎